# Amanuel Mesel
Amanuel Mesel Tikue (ur. 29 grudnia 1990 w Asmarze) – erytrejski lekkoatleta specjalizujący się w biegach długodystansowych.
Na początku kariery startował w biegach juniorskich podczas mistrzostw świata w przełajach. W 2007 zajął 11. miejsce w biegu na 5000 metrów w trakcie igrzysk afrykańskich. Ósmy zawodnik mistrzostw Afryki w Nairobi (2010). W tym samym roku był trzynasty podczas rozgrywanym w Nanning światowym czempionacie w półmaratonie. Startując w biegu na 5000 metrów, zajął 11. lokatę na mistrzostwach świata w Daegu (2011) oraz odpadł w eliminacjach podczas igrzysk olimpijskich w Londynie (2012). W 2015 zajął 9. miejsce w biegu maratońskim na mistrzostwach świata w Pekinie. 

## Osiągnięcia
| Rok  | Impreza                                   | Miejsce        | Konkurencja         | Lokata      | Wynik    |
| ---- | ----------------------------------------- | -------------- | ------------------- | ----------- | -------- |
| 2007 | Mistrzostwa świata w biegach przełajowych | Mombasa        | bieg juniorów       | 16. miejsce | 25:00    |
| 2007 | Igrzyska afrykańskie                      | Algier         | bieg na 5000 metrów | 11. miejsce | 13:39,13 |
| 2008 | Mistrzostwa świata w biegach przełajowych | Edynburg       | bieg juniorów       | 9. miejsce  | 23:00    |
| 2010 | Mistrzostwa Afryki                        | Nairobi        | bieg na 5000 metrów | 8. miejsce  | 13:54,31 |
| 2010 | Mistrzostwa świata w półmaratonie         | Nanning        | półmaraton          | 13. miejsce | 1:02:07  |
| 2011 | Mistrzostwa świata w biegach przełajowych | Punta Umbría   | bieg seniorów       | 24. miejsce | 35:38    |
| 2011 | Mistrzostwa świata                        | Daegu          | bieg na 5000 metrów | 11. miejsce | 13:33,99 |
| 2012 | Igrzyska olimpijskie                      | Londyn         | bieg na 5000 metrów | eliminacje  | 13:48,13 |
| 2015 | Mistrzostwa świata                        | Pekin          | maraton             | 9. miejsce  | 2:15:07  |
| 2016 | Igrzyska olimpijskie                      | Rio de Janeiro | maraton             | 21. miejsce | 2:14:37  |

## Rekordy życiowe
- Bieg na 5000 metrów – 13:16,25 (2011)
- Bieg na 10 000 metrów – 28:29,24 (2008)
- Półmaraton – 1:00:10 (2013)
- Maraton – 2:08:17 (2013)